# 13e régiment de tirailleurs de la Garde impériale
Le 13e tirailleurs de la garde est un régiment français des guerres napoléoniennes. Il fait partie de la Jeune Garde.

## Historique du régiment
- 1813 - Créé et nommé 13e régiment de tirailleurs de la Garde impériale,
- 1814 - Dissout.

## Chef de corps
- 1813 : Étienne Alexandre Bardin
- 1813 : Jean Laurede

## Batailles
Ce sont les batailles principales où fut engagé très activement le régiment. Il participa évidemment à plusieurs autres batailles, surtout en 1814.
- 1813 : Breda et Dresde
- 1814 : Wyneyhem, Craonne et Courtrai